# Setzhammer
Der Setzhammer ist ein Steinmetzwerkzeug. Dieser Hammer ist eine spezielle Form eines Vorschlaghammers, den Steinhauer benutzen. Im Unterschied zum Vorschlaghammer hat der Setzhammer eine Finne (eine Art Schneide), die nicht quer zum Hammerstiel, sondern in der Richtung des Hammerstiels zeigt. Schmiede nennen ihn dann Kreuzschlaghammer. Die Finne der Vorschlaghämmer ist nicht scharfkantig, sondern abgerundet.
Der Setzhammer hat eine scharfe Schneide und hatte ursprünglich nicht nur eine Finne, sondern zwei ausgebildet, sowie eine plane Fläche (Bahn) auf der anderen Hammerkopfseite. Der Setzhammer wird zum Abschlagen großer oder unerwünschter Steinüberstände benutzt. Dabei wird eine der beiden abgeschrägten Schneiden des Setzhammers von einem Steinmetz am Stein angesetzt. Auf die plane Seite des Setzhammers schlägt ein zweiter Steinmetz mit der Bahn eines Vorschlaghammers oder großdimensionierten Fäustels. 
Es gibt auch Setzhämmer mit lediglich einer Schneide.
Der Setzhammer findet auch als heraldisches Symbol Verwendung, so z. B. im Wappen des Vöhrenbacher Stadtteils Hammereisenbach.

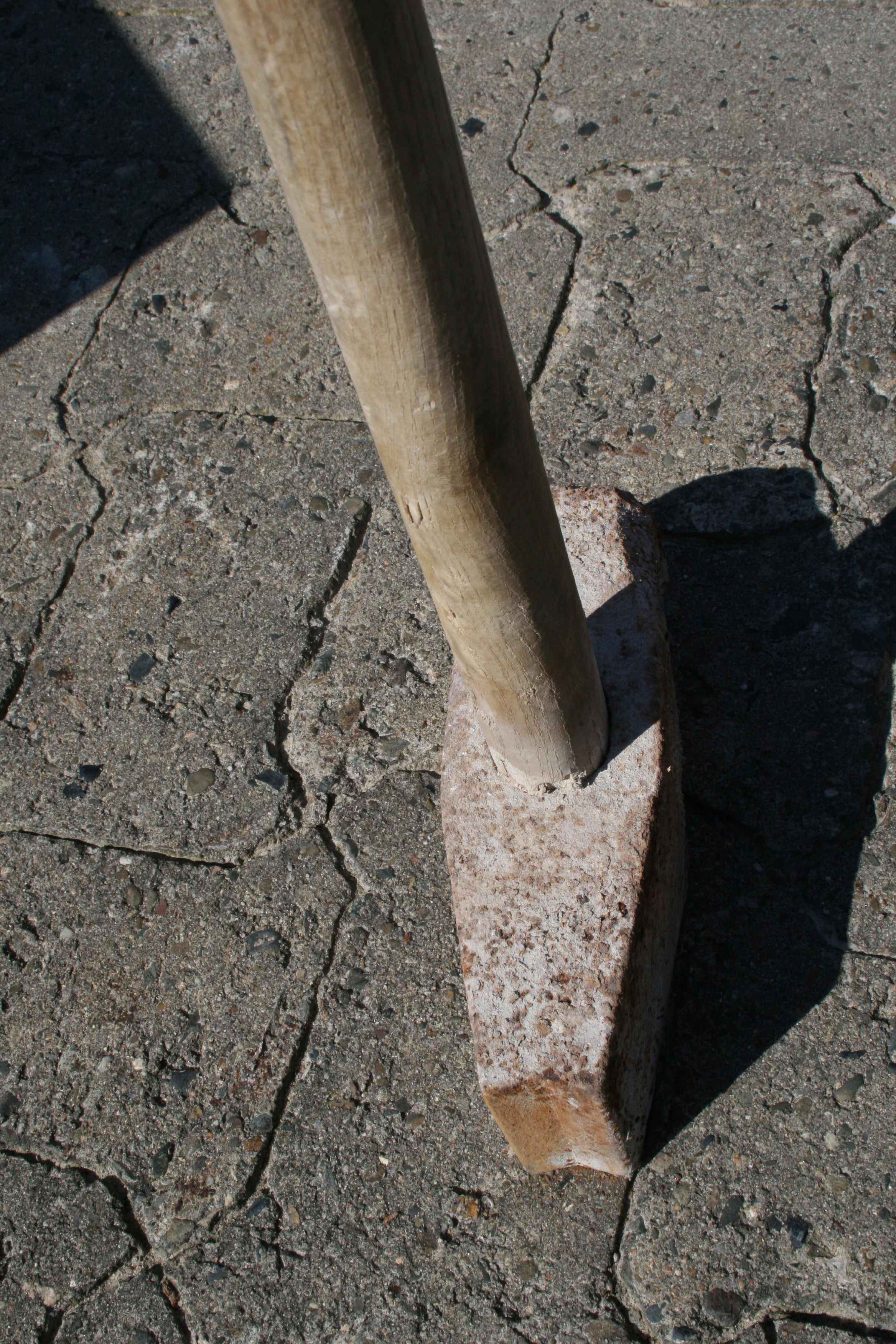
Setzhammer mit zwei Schneiden
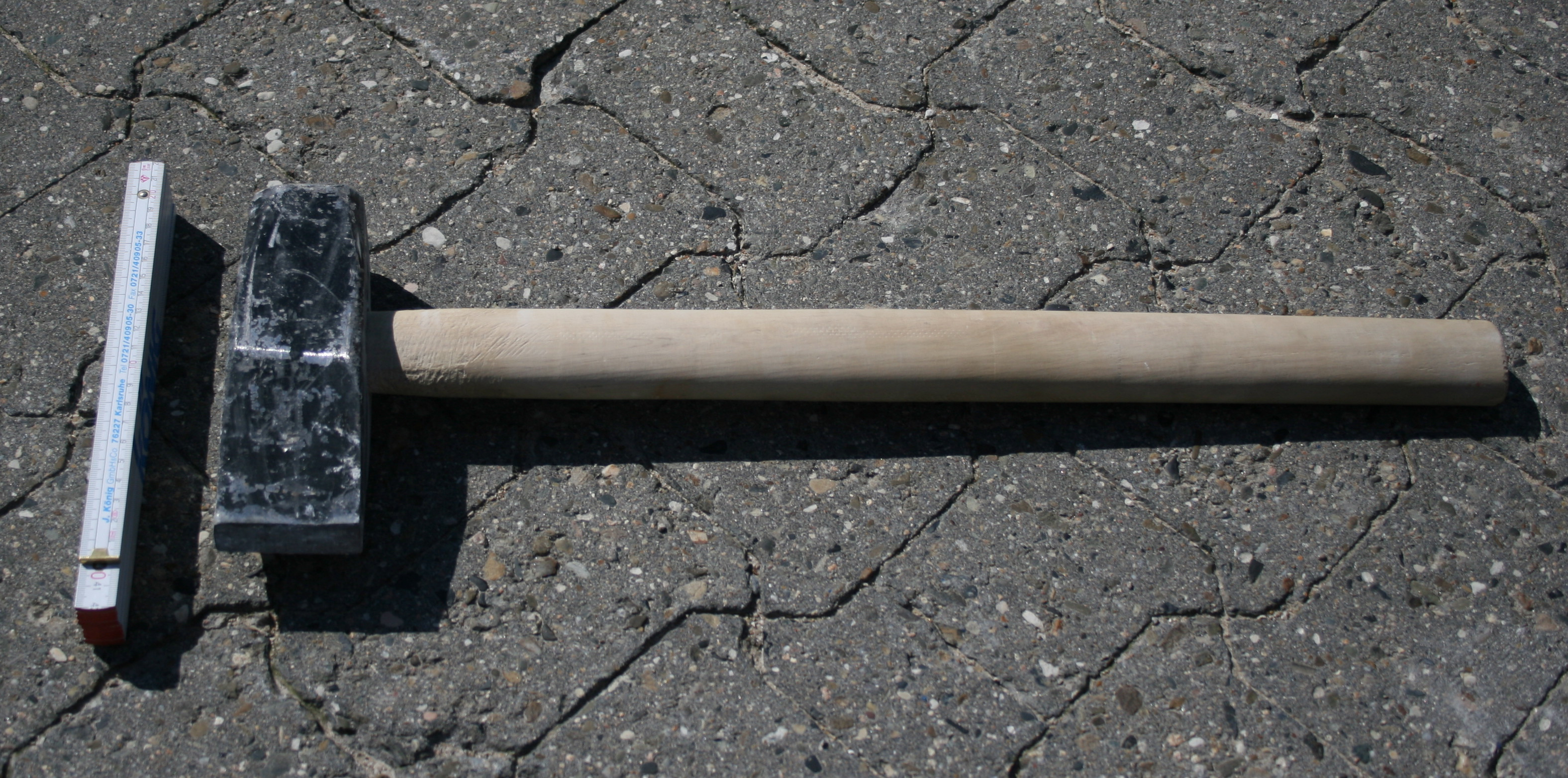
Setzhammer mit einer Schneide
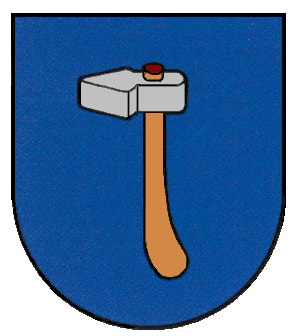
Setzhammer, Wappen von Hammereisenbach